# Passo di Foscagno
Der Passo di Foscagno (auch: Passo Foscagno, deutsch: Foscagno-Pass) ist ein Pass im Veltlin in Italien. Die Passhöhe befindet sich auf 2291 m s.l.m..
Zusammen mit dem Passo d’Eira 2210 m s.l.m. auf der gleichen Strecke verbindet er Bormio mit dem zollfreien Livigno. Livigno ist von Italien her nur über diese Straße ganzjährig erreichbar, da die Forcola di Livigno zwischen Poschiavo (CH) und Livigno nur im Sommer schneefrei ist. Livigno ist aber auch über den mautpflichtigen Munt-la-Schera-Tunnel von der Schweiz her ganzjährig erreichbar.
Das steilste Gefälle ist 12 %.

## Radsport
Der Passo di Foscagno wurde erstmals im Jahr 1972 vom Giro d’Italia, dem größten Radrennen Italiens, überquert. Der Pass stellte damals in Kombination mit dem Passo d’Eira die letzte Schwierigkeit der 16. Etappe dar, die von Parabiago über 256 Kilometer nach Livigno führte. Eddy Merckx führte damals in der Maglia Rosa über die Passhöhe, gewann die Etappe und feierte wenige Tage später seinen dritten Giro-d’Italia-Gesamtsieg.
Nach längerer Abwesenheit kehrte der Pass im Jahr 2005 ins Programm des Giro d’Italia zurück, wobei er erneut von der Ostauffahrt auf dem Weg nach Livigno in Angriff genommen wurde. Der Kolumbianer Iván Parra führte damals über die Passhöhe auf der eine Bergwertung der 1. Kategorie, ehe er die Etappe nach einem Solo über 23 Kilometer gewann. Die bislang letzte Überquerung des Passo di Foscagno erfolgte im Jahr 2010 auf der 20. Etappe, die über mehrere Alpen-Pässe führte. Nachdem Livigno über die Forcola di Livigno erreicht worden war, führte die Strecke aus westlicher Richtung über den Passo d’Eira auf den Passo di Foscagno, auf dem eine Bergwertung der 3. Kategorie abgenommen wurde. Damals führte der Italiener Stefano Pirazzi über die Passhöhe.
Im Jahr 2024 wurde der Passo di Foscagno im Rahmen der 15. Etappe überquert, ehe sich das Ziel bei der nahegelegenen Bergstation des Skilifts Mottolino befand. Der Pass wurde erneut von der Ostseite befahren und galt als Bergwertung der 1. Kategorie. Nairo Quintana führte als letzter verbliebener Fahrer der Ausreißergruppe über die Passhöhe, ehe er kurz drauf vom herannahenden Tadej Pogačar eingeholt wurde. Der Slowene hatte sich im Rosa Trikot fahrend im Anstieg des Passo di Foscagno von seinen Rivalen gelöst und gewann die Etappe nach einem Solo über 15 Kilometer.
Auf der 16. Etappe, die in Livigno gestartet wird, soll das Rennen in der Westauffahrt des Passo d’Eira freigegeben werden. Auf dem nachfolgenden Passo di Foscagno wird jedoch keine Bergwertung abgenommen.
| Jahr | Etappe     | Bergwertung  | Fahrer          | Auffahrt |
| ---- | ---------- | ------------ | --------------- | -------- |
| 1972 | 16. Etappe | GPM          | Eddy Merckx     | Ost      |
| 2005 | 14. Etappe | 1. Kategorie | Iván Parra      | Ost      |
| 2010 | 20. Etappe | 3. Kategorie | Stefano Pirazzi | West     |
| 2024 | 15. Etappe | 1. Kategorie | Nairo Quintana  | Ost      |